# Eugenio Santiago Peyrou
Eugenio Santiago Peyrou SDB (* 29. Oktober 1913 in Buenos Aires, Argentinien; † 2. März 2005) war ein argentinischer Ordensgeistlicher und römisch-katholischer Bischof von Comodoro Rivadavia.

## Leben
Eugenio Santiago Peyrou trat der Ordensgemeinschaft der Salesianer Don Boscos im Jahr 1926 als Aspirant bei, begann sein Noviziat im Jahr 1929, legte seine erste Profess am 28. Januar 1930 und seine ewige Profess im Jahr 1936 ab. Danach studierte er in Rom Theologie. Dort empfing er am 17. Dezember 1939 die Priesterweihe. Im Jahr 1932 graduierte er als Schullehrer. Zurück in Argentinien wurde er Lehrer und ab 1955 Schulrektor in Ushuaia.
Am 24. Juni 1964 wurde er durch Papst Paul VI. zum Bischof von Comodoro Rivadavia ernannt. Der Erzbischof von Salta, Carlos Mariano Pérez Eslava SDB, spendete ihm am 16. August desselben Jahres die Bischofsweihe; Mitkonsekratoren waren Miguel Raspanti SDB, Bischof von Morón, und Victorio Manuel Bonamín SDB, Weihbischof in Buenos Aires.
Er nahm als Konzilsvater an der dritten und vierten Sitzungsperiode des Zweiten Vatikanischen Konzils teil.
Am 19. Februar 1974 nahm Papst Paul VI. seinen vorzeitigen Rücktritt an.
Ab 1977 war er in der Pfarrseelsorge tätig erwarb ein Lizenziat in Moraltheologie an der Päpstlichen Universität Gregoriana. 1987 wurde er Bischofsvikar für Feuerland. 1993 gründete er eine Oberschule in Ushuaia und erhielt die Ehrenbürgerschaft dieser Stadt. Bis zu seinem Tod wirkte er als Schullehrer und in der Pastoral des Bistums.
Im Alter von 91 Jahren starb er am 2. März 2005.